# Ura-Linda-Chronik

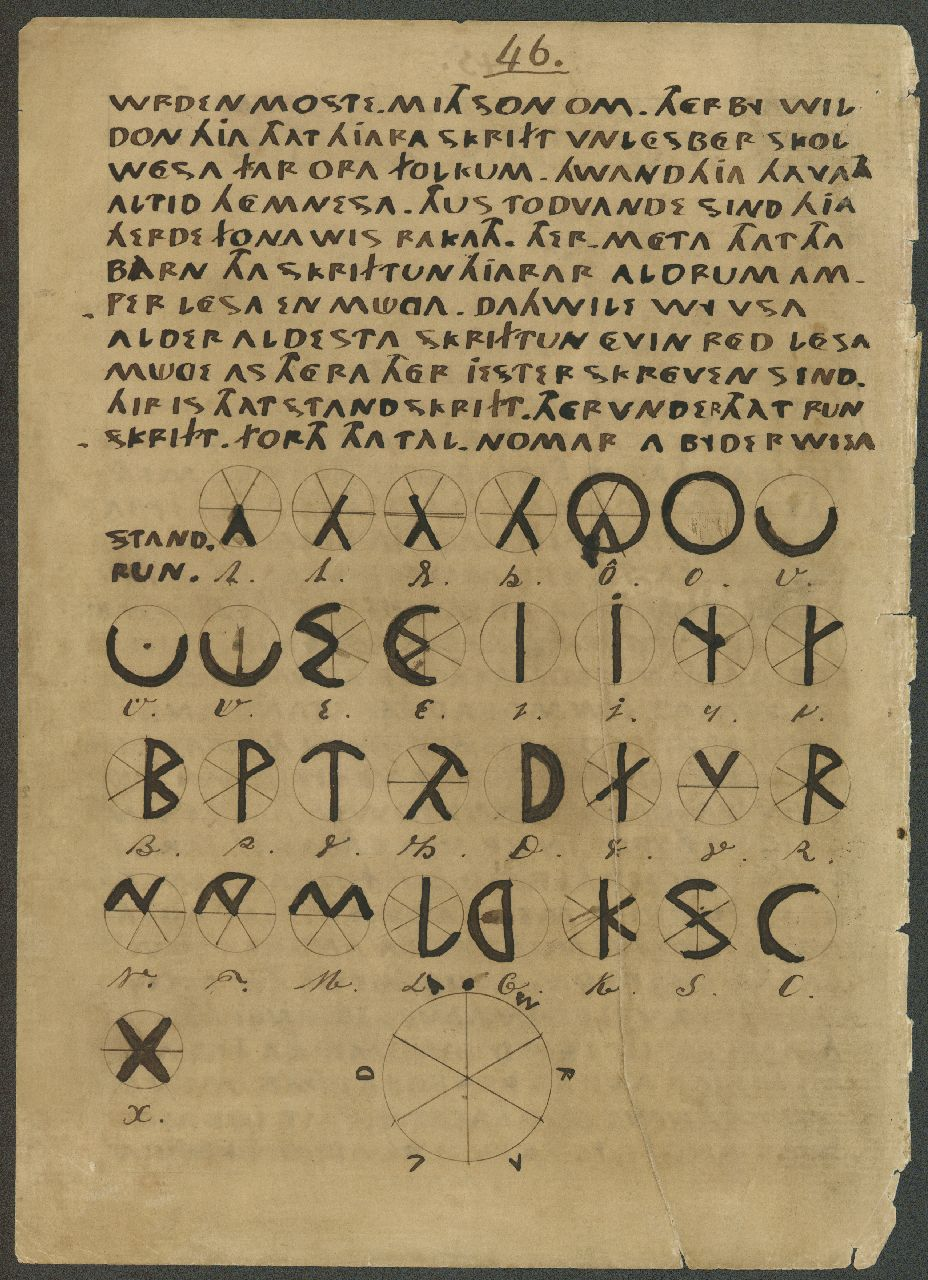
Seite aus dem Manuskript der Ura-Linda-Chronik

Die Ura-Linda-Chronik  (auch: Oera Linda Boek genannt) ist eine literarische Fälschung, die ab 1860 einzelnen Personen zugänglich gemacht wurde und 1872 zum ersten Mal vollständig und in Übersetzung erschien. Sie gibt vor, eine in altfriesischer Sprache (Ingvaeonisch) verfasste Chronik über ein in den nacheiszeitlichen Fluten untergegangenes matriarchalisches Paradies namens Altland (= „Atlantis in Friesland“) zu sein. Obwohl Zweifel an der Echtheit schon früh aufkamen, wurde das Werk lange Zeit von Atlantisforschern und Esoterikern hochgeschätzt und wird in diesen Kreisen auch heute noch häufig als Beleg angeführt.

## Chronologie der Ereignisse
1860 zeigte Cornelis over de Linden zum ersten Mal einige Blätter seiner angeblichen Familienchronik einem Lehrer. 1870 äußerte zum ersten Mal Johan Winkler, ein Experte für die friesische Sprache, Zweifel an der Echtheit, da ihm neufriesische Sprachelemente aufgefallen waren. 1872 erschien eine vollständige Übersetzung von Jan Gerhardus Ottema, der von der Echtheit überzeugt war. Im Gefolge dieser Veröffentlichung entbrannte in Friesland ein heftiger öffentlicher Streit über die Echtheit der Ura-Linda-Chronik, der aufgrund erdrückender Belege bald mit der allgemeinen Überzeugung endete, es handele sich um eine Fälschung. 1879 erschien das für längere Zeit letzte Werk, das sich der Ura-Linda-Chronik widmete.
1922 griff der niederländische völkische Philologe Herman Wirth das Thema wieder auf; 1933 erschien dessen deutsche Übersetzung. In der Zeit der Weimarer Republik und im beginnenden Nationalsozialismus war das Buch heftig umstritten. Wirth, der die Echtheit der Chronik propagierte, wurde später zum Mitbegründer der Forschungsgemeinschaft Deutsches Ahnenerbe. Da Heinrich Himmler um die wissenschaftliche Reputation seiner Forschungseinrichtung Ahnenerbe besorgt war, beauftragte er Otto Maußer, die Arbeit von Wirth zu begutachten und eine kritische Ausgabe der Ura-Linda-Chronik herauszugeben, die aber nie fertig wurde (Maußer starb 1942 und konnte Himmler bis dahin keine Belege für die Echtheit liefern).
2004 wurde die Ura-Linda-Chronik vom Historiker Goffe Jensma erneut zweifelsfrei als eine Fälschung entlarvt, die offensichtlich im 19. Jahrhundert von dem niederländischen Schriftsteller François Haverschmidt mit Hilfe seiner Kollegen Cornelis Over de Linden und Eelco Verwijs erstellt wurde, und zwar als eine Parodie auf die christliche Bibel.

## Bibliographische Angaben
- Jan Gerhardus Ottema (Hrsg.): Thet Oera Linda Bok. Naar een Handschrift uit de dertiende Eeuw. Kuipers, Leeuwarden 1872 (MDZ).
- Herman Wirth: Die Ura-Linda-Chronik. Übersetzt und mit einer einführenden geschichtlichen Untersuchung. Koehler & Amelang, Leipzig 1933 (Internet Archive).
- Herman Wirth: Die Ura-Linda-Chronik. Verlag der Manufactur, Horn 1993 ISBN 3-88080-902-X.